# Попов, Александр Дмитриевич (востоковед)
Алекса́ндр Дми́триевич Попо́в (8 марта 1889, г. Николаевск, Уссурийский край — не ранее 1941) — русский востоковед, синолог, японовед.

## Биография
Родился в 1889 году.
Получил образование в гимназии и Восточном институте Владивостока. Печатался в «Дальневосточном мире» и других дальневосточных газетах. Переехав в Москву, публиковался в «Красном архиве», «Новом Востоке» и др.
Преподавал в Московском институте востоковедения.

## Труды
- Попов, А. Д. Японско-русский и русско-японский словарь / Сост. А. Попов. — Владивосток: паровая типо-лит. газ. «Дальний Восток», 1907. — VIII, 103 с.
- Попов, А. Д. Краткий путеводитель по Японии / Сост. А. Попов. — Владивосток: Н. П. Матвеев, 1912. — [2], 87 с., 10 л. ил.
- Попов, А. Д. Путеводитель по Японии. — 2-е изд. — Владивосток: Торг. дом «Бр. Синкевич», 1914. — 88 с. + 4 л. ил.
- Попов, А. Д. Библиография Японии/ Сост. З. Н. Матвеев, А. Д. Попов; Под ред. Е. Г. Спальвина. — Владивосток: Тип. Гос. Дальневост. ун-та, 1923. — 148 с. — (Труды Гос. Дальневост. ун-та. Вост факультет. Т. 1, кн. 2).
- Попов, А. Д. Китай/ Предисл. К. Радека. — М.: Труд и книга, 1925. — 86 с.: табл. — (Рабочее движение в странах Востока; Вып.1).
- Попов, А. Д. Япония/ Предисл. М. Павловича. — М.: Труд и книга, 1925. — 110 с.: табл. — (Рабочее движение в странах Востока; Вып.2).
- Попов, А. Д. Очерк истории Китая. — Харьков: Пролетарий, 1925. — 56 с.
- Попов, А. Д. Профессиональное движение в Китае. — Л.-М.: Гудок, 1926. — 80 с.
- Попов, А. Д. Хронология японской истории. — М.:Институт востоковедения им. Нариманова при ЦИК СССР, 1935. — 12 с.